# NGC 1291
NGC 1291 (ook: NGC 1269) is een balkspiraalstelsel in het sterrenbeeld Eridanus. Het hemelobject ligt 33 miljoen lichtjaar (9,17 × 106 parsec) van de Aarde verwijderd en werd in 1826 ontdekt door de Schotse astronoom James Dunlop.

## Synoniemen
- GC 685
- IRAS 03154-4117
- ESO 301-2
- h 2521
- MCG -7-7-8
- PGC 12209
- AM 0315-411
- Dun 487